# Anambé-preto
Cotinga-de-gravata-oriental ou anambé-preto (Cephalopterus ornatus) é uma espécie amazônica de pássaro anambé que mede cerca de 48 cm de comprimento. Podem ser chamados ainda pelos nomes populares de guiramombucu, macaná, pavão-de-mato-grosso, pavão-do-mato, pavão-preto, toropixi e uiramembi.